# Bakchus (Caravaggio)
Bakchus je olejomalba italského barokního mistra Michelangela Merisi da Caravaggia (1571–1610) na objednávku kardinála Francesca Maria del Monte. Obraz byl namalovaný kolem roku 1595 a je na něm zobrazen Dionýsos, latinsky Dionysus či Bacchus, který je v řecké mytologii synem nejvyššího boha Dia a jeho milenky Semely jako mladík s hrozny a listy vinné révy ve vlasech neboť Bakchus je bohem vína a nespoutaného veselí. Na kamenném stole před ním je mísa ovoce a velká karafa červeného vína. Jeho pravá ruka nabízí divákovi pohár tohoto vína s gestem zvoucím diváka aby se k němu připojil. Levou rukou si cudně přidržuje volné roucho.

## Bakchus jako alegorie
Bacchus, také známý jako Dionýsos, byl řecký bůh vína, opilství, plodnosti a divadla. Je radostný a laskavý k těm, kdo ho obdivují, ale krutý a trestající ty, kdo jeho pravidla překračují. Scény z řecké mytologie byly často vystavovány v soukromých prostorách aristokratů. Klasické obrazy byly použity k zobrazení zájmů nebo triumfů patronů. Patron možná oceňoval ty nejjemnější věci v životě a viděl Bakcha jako perfektní alegorii bohatství a přepychu.

### Interpretace
Caravaggio se nepokouší namalovat Bakcha jako boha, ale maluje spíše chlapce oblečeného jako Bakchus. Je to smyslná scéna, která zve diváka, aby podlehl jeho tělesným touhám. Chlapec je mladistvý a hezký, kulatý, ale svalnatý. Sotva se pokouší udržet svou róbu, když nutí diváka, aby se k němu přidal s podivným pohledem do očí. V košíku je praskající granátové jablko i jablko hnijící. Caravaggio používá tyto prvky společně, aby naznačil téma Vanitas. Mládí a potěšení jsou prchavé. Všechno musí podlehnout smrti a hnilobě.
Homosexualitou, kterou cítíme v obraze mohl Caravaggio narážet na své vlastní romantické city k mladému modelu. V šestnáctém století nebyly homosexuální vztahy s mladými chlapci příliš odsuzovány. Mnoho Caravaggiových patronů i ostatních umělců zavíralo oči před jeho chováním a pokračovalo v podpoře jeho práce. Historik umění, Donald Posner, naopak cítil, že homosexualitou ukrytou v obraze Caravaggio spíše narážel na sexualitu kardinála Del Monte a jeho vztahy s mladými chlapci, kteří patřili k jeho blízkým přátelům.

### Kardinál Del Monte-patron
Obraz Bakchus byl namalován krátce poté, co se Caravaggio připojil k domácnosti svého prvního důležitého patrona, kardinála Del Monte, a odráží humanistické zájmy kardinálova vzdělaných přátel. Caravaggio se přestěhoval do Palazzo Madama v roce 1596 a zůstal hostem kardinála po dobu pěti let. Del Monte měl vášeň pro umění a vyžádal si několik obrazů od Caravaggia včetně obrazu Medúza. Kardinál byl příznivcem klasické řecké mytologie a používal alegorické obrazy k zdůraznění svých znalostí umění, hudby a divadla. Oba obrazy Bacchus a Medúza byly darovány kardinálem rodině Medici a od té doby zůstávají ve Florencii. Del Monteova účinná podpora a vedení přinesly Caravaggiomu bohatství a uznání, díky čemuž se stal kardinál jedním z jeho nejdůležitějších patronů.

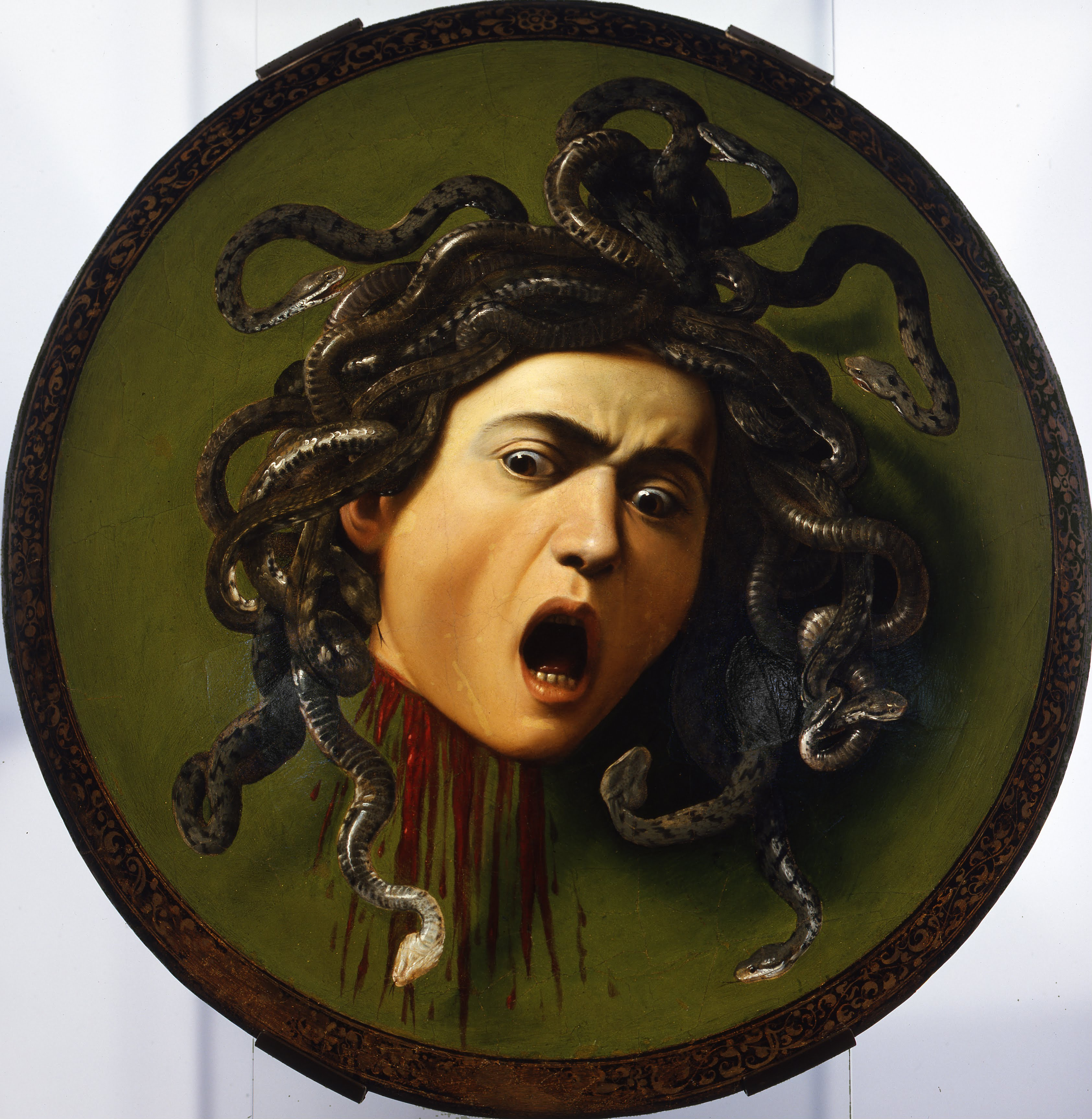
Hlava Medúzy, Caravaggio, 1597– 1598

### Model
Modelem pro Bakcha mohl být malířův žák a pravděpodobný milenec Mario Minniti, italský umělec působící na Sicílii po roce 1606. Caravaggio použil Maria také jako model pro obrazy Hudebníci, Chlapec s košíkem ovoce, Věštkyně, Loutnista a Povolání svatého Matouše. Objevily se spekulace, že vztah Caravaggia a Minnita byl sexuální povahy. Obrazy, pro které stál Mario modelem lze považovat za obrazy, které mají erotický podtón. Obzvláště v díle Bakchus, kde divák vidí mladého, lenošícího jinocha zvoucího jej na scénu sklenkou vína a košem zralého ovoce, zatímco jeho roucho pomalu sklouzává. Caravaggio byl známý režírováním scén včetně zobrazování modelů v kostýmu, čímž se zbavil nutnosti nejprve načrtnout scénu, jak si ji představoval, dříve než začal malovat na plátno.

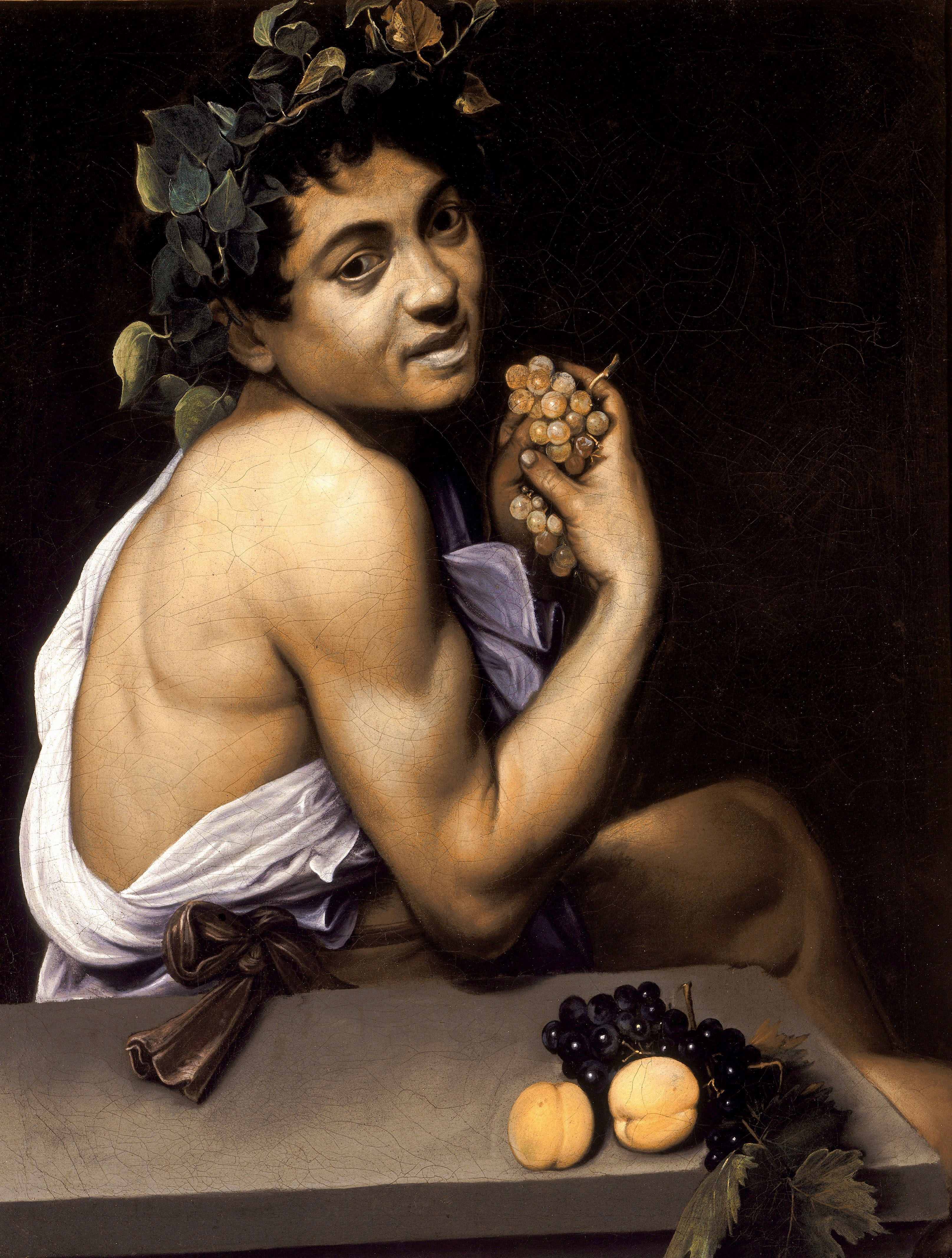
Mladý nemocný Bakchus, Caravaggio, 1593

Někteří kritici, například Giovanni Baglione, věřili, že Caravaggio používá jako model sám sebe. V roce 1595 by mu bylo čtyřiadvacet let a mohl tedy zobrazovat vlastní mladistvé rysy. Bakchus nabízí víno levou rukou, a to i přes zjevné úsilí, které mu to způsobuje. To vedlo ke spekulacím, že Caravaggio použil zrcadlo, aby si pomohl při práci a zbavil se nutnosti předkreslovat.Baglione tvrdil, že Caravaggio nebyl schopný namalovat lidskou postavu bez modelu stojícím před ním.

### Kritik Giovanni Baglione
Giovanni Baglione, malíř a soupeř Caravaggia, věřil, že tento obraz Bakcha je vlastně autoportrétem. Tvrdí, že Caravaggio umístil před sebe a tak namaloval celou scénu. Baglione je považován za jednoho z Caravaggistů, barokních malířů kteří následovali Caravaggia a pokoušeli se dokonce napodobovat jeho styl. Ačkoli Baglione také napodoboval Caravaggioho styl, nenáviděl ho. Napsal dokonce i jízlivou biografii Caravaggia. Oba umělci se nenáviděli navzájem a neustále jeden druhého obviňovali z nevhodného chování. Má se za to, že Baglionesova nenávist byla produktem žárlivosti, což ho vedlo k obvinění Caravaggia, že není schopen malovat portréty bez modelu. Tvrdí, že Caravaggio neměl talent na vytvoření představy dokonalých bytostí ve své mysli a přenesení této vize na plátno.

## Jiné verze
Mladý nemocný Bakchus, obraz namalovaný kolem roku 1593 je dalším obrazem Bakcha, tentokrát pro rodinu Borghesů. Za model pro tento portrét je také považován Mario Minniti, stejně jako pro obraz Bakchus z roku 1595. Na rozdíl od novější verze zde Bakchova pokožka má nádech žluté, a jeho postava je umístěna daleko od diváka. Opět není jasné, zda je modelem samotný Caravaggio nebo jeho žák Mario Minniti. Tato verze ukazuje Caravaggioho zájem o tenebrismus. Pozadí zůstává tmavé, zatímco objekt vypadá, jako by byl pod bodovým světlem, což vytváří dramatický efekt, který nutí diváka soustředit se na jediný aspekt scény. Na rozdíl od pozdějšího Bakcha se toto zobrazení zaměřuje spíše na rozpad Baccha než na rozpad dekadence.